# Louis-Henri Duchesne de Voiron
Pour les articles homonymes, voir Louis Duchesne (homonymie), Duchesne et Voiron (homonymie).
Louis-Henri Duchesne de Voirons, né le 17 novembre 1737 aux Voirons et décapité le 12 novembre 1793 à Paris, est un économiste originaire de Savoie.

## Biographie
Duchesne devint, en 1774, intendant de la maison de Louise de Savoie et publia au commencement de la Révolution quelques écrits sur les affaires publiques.
Arrêté pendant la Terreur, il fut traduit au tribunal révolutionnaire. Les portraits et les médailles trouvés chez lui témoignaient assez de son attachement à la famille royale. Ne doutant pas du sort qui l’attendait, il ne chercha pas à se justifier devant ce tribunal et manifesta une indignation qui alla même jusqu’aux injures, rendant inutiles tous les efforts de son défenseur pour le sauver et il fut condamné à mort.
Il était membre de l’Académie de Turin. On a de lui quelques opuscules d’économie politique fort rares, plusieurs mémoires adressés à l’Assemblée nationale de France, entre autres un sur le lycée (société académique sous la protection de Monsieur, frère du roi), 1790, et quelques autres brochures sur les affaires du temps.

## Publications
- Projet d’imposition juste et facile, propre à suppléer au défiait qu’occasionnerait dans les revenus du roi, la suppression des traites intérieures des gabelles, du tabac, etc., 1789, in-8°.
- Projet pour libérer l’État sans emprunt, sans innovations, et en soulageant les peuples, Paris, 1789, in-8°.
- Mémoire sur l’amélioration de l’agriculture en Savoie, 1790.
- Premiers Principes d'une bonne éducation et causes de la décadence d'un royaume [s. l. n. d.]
- Projet d'emprunt beaucoup moins onéreux à l'État que ceux qui sont usités jusqu'à ce jour, [s. l. n. d.]
- Observations sur les Finances de la France, comparées à celles de l'Angleterre [s. l. n. d.]
- Projet d'administration remis à M. Turgot, quand il fut nommé Contrôleur général, et présenté dans l'Assemblée des notables en 1787, [s.l. s.n.], 1787.
- Comparaison des finances de la France en 1715, après la mort de Louis XIV et vingt ans de guerre, avec celle [sic] du règne de Louis XVI en 1791..., [s.l. s.n.], 1791.
- Observations sur le mémoire lu par le premier Ministre des Finances à l'assemblée Nationale le 14 novembre 1789, [s.l. s.n.], 1789.